# Tierra bendita y divina
Tierra bendita y divina, también conocido como Tierra de la Palestina, es un himno cristiano cubano escrito por un autor desconocido y musicalmente compuesto por Robert C. Savage en 1954. Es el himno número 94 del Himnario Bautista de Editorial Mundo Hispano. El himno tiene derechos de autor asignados a Singspiration, Inc.

## Letra
1- Tierra bendita y divina 
es la de Palestina
donde nació Jesús
Eres, de las naciones, cumbre
bañada por la lumbre
que derramó su luz.
```
           CORO
```

Eres la historia inolvidable,
Porque en tu seno se derramó
La sangre, preciosa sangre,
Del unigénito Hijo de Dios.
2- Cuenta la historia del pasado
que en tu seno sagrado
vivió el Salvador,
Y en tus hermoso olivares
habló a los millares
la palabra de amor.
```
          CORO
```

Eres la historia inolvidable,
Porque en tu seno se derramó
La sangre, preciosa sangre,
Del unigénito Hijo de Dios.
3- Quedan en ti testigos mudos,
que son los viejos muros
de la Jerusalén;
Viejas paredes ya destruidas,
que si tuvieran vida,
nos hablarían también.
```
          CORO
```

Eres la historia inolvidable,
Porque en tu seno se derramó
La sangre, preciosa sangre,
Del unigénito Hijo de Dios.